# Johann Georg Schüßler
Johann Georg Schüßler (* 30. Mai 1835 in Gersfeld (Rhön); † 8. Juni 1909 ebenda) war Abgeordneter des Provinziallandtages der preußischen Provinz Hessen-Nassau.

## Leben
Johann Georg Schüßler war der Sohn des Gast- und Landwirts Johann Adam Schüßler und dessen Ehefrau Katharina Fasold. Er war Stadtvorsteher (gewählter Beigeordneter) in seiner Heimatstadt Gersfeld, als er 1890 in indirekter Wahl ein Mandat für den Kurhessischen Kommunallandtag des Regierungsbezirks Kassel erhielt. Der bestimmte ihn aus seiner Mitte zum Abgeordneten des Provinziallandtages der Provinz Hessen-Nassau. Schüßler blieb bis zum Jahre 1909 in den Parlamenten, wo er in verschiedenen Ausschüssen tätig war. 